# Dekontaminationsmehrzweckfahrzeug
Das Dekontaminationsmehrzweckfahrzeug (DMF) ist ein ab 1972 entwickeltes und von 1974 bis 1980 beschafftes Spezialfahrzeug des deutschen Zivilschutzes, welches primär für den Einsatz im Verteidigungsfall bei Verwendung von ABC-Kampfmitteln und sekundär für Katastrophenschutzeinsätze bei Gefahrstoffunfällen, Unfällen mit radioaktiven Stoffen u. ä. konzipiert ist. Seine Beladung ist auf die Dekontamination sowohl von Menschen als auch von Werkzeugen und Geräten ausgelegt. Es ist somit zentraler Bestandteil des Gefahrstoffzuges bzw. ABC-Zuges. Derzeit dient es im Katastrophenschutz als Platzhalter für den geplanten Dekon-LKW Geräte, der gemeinsam mit dem bereits gebauten Dekon-LKW Personen die Nachfolge des DMF übernehmen soll.

## Aufgaben
Das Dekontaminationsmehrzweckfahrzeug wird hauptsächlich eingesetzt für:
- Aufbau des Dekontaminationsplatzes
- Dekontamination von Personen
- Dekontamination von Ausrüstung und anderem Gerät

## Ausrückeordnungen
Das Dekontaminationsmehrzweckfahrzeug rückt oft im Gefahrstoffzug mit den Gerätewagen Gefahrgut aus. Im ABC-Zug sollte es gemeinsam mit einem Wassertankwagen eingesetzt werden.

## Technik

### Normung
Das DMF ist nicht nach DIN genormt. Es handelt sich um ein Fahrzeug des Zivilschutzes, das vom Bundesamt für Zivilschutz in Beschaffungsanträgen (BA) beschrieben und zentral beschafft wurde. Diese Beschaffungsanträge sind in der Regel konkreter als Fahrzeugnormen, da in ihnen bestimmte Fahrgestelle, Motoren und Beladung festgeschrieben sind.

### Technischer Aufbau
Beim DMF handelt es sich um einen Pritschenwagen auf MAN 13.168 (Bauart „Ponton-Kurzhauber“). Das zulässige Gesamtgewicht beträgt 13.000 kg (Nutzlast 5.900 kg) und der Dieselmotor leistet 124 kW (168 PS). Das Fahrzeug ist mit Allradantrieb ausgerüstet und geländefähig.

### Feuerwehrtechnische Beladung
Auf dem Fahrzeug befindet sich nur wenig feuerwehrtechnische Beladung zur Brandbekämpfung. Zum Beispiel gehört ein Schaumstrahlrohr und eine Halterung für dieses zur Beladung. So kann während der Fahrt Schaum oder Wasser nach hinten abgegeben werden. Auch Strahlrohre und Verteiler gehören zur Beladung. Außer mit der umfangreichen Werkzeugausstattung des DMF kann mit der eingebauten 5 t Trommelwinde technische Hilfeleistung durchgeführt werden (bei Umlenken bis 10 t). Hierfür ist das Fahrzeug jedoch nicht vorgesehen. Die Beladung wird im Wesentlichen zum Aufbau eines Dekontaminationsplatzes für Personen oder Geräte verwendet. Sie besteht aus zwei Umkleidezelten und einem Duschzelt, zwei 1500 l-Wasserfaltbehältern, einem Stromerzeuger, einem Durchlauferhitzer, Wannen zum Auffangen kontaminierten Wassers und zwei Tragkraftspritzen. Das Duschzelt kann nicht alleine betrieben werden, sondern muss in die Umkleidezelte eingehängt werden. Während der Fahrt kann der Stromerzeuger und Wasserdurchlauferhitzer in Betrieb genommen werden. So kann bereits auf der Anfahrt zum Einsatzort das Wasser im Edelstahlthermotank aufgeheizt werden. Außerdem befinden sich eine Einrichtung zum Versprühen von Wasser und ein am Heck angebrachter Chlorkalk-Streuer zur Reinigung und Entgiftung von Flächen an Bord.

## Geschichte
Der Beschaffung gingen zwei Prototypen voraus: 

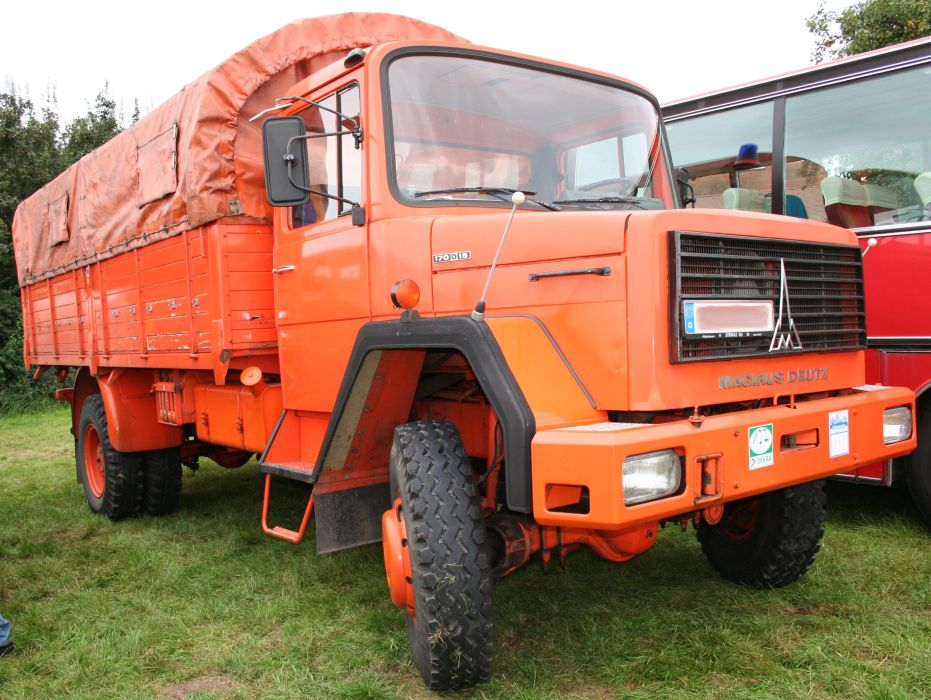
DMF-Prototyp von Magirus-Deutz

- Der erste Prototyp aus dem Jahr 1971 war ein MAN 8.168 („Ponton-Kurzhauber“), der dem endgültigen Modell in den technischen Daten weitgehend ähnlich war. Das zulässige Gesamtgewicht betrug 13.000 kg, beim Motor handelte es sich um das Vorgängermodell des letztlich tatsächlich gebauten mit einer Leistung von 168 PS. Die Nutzlast lag bei 2.000 kg bei einem zulässigen Gesamtgewicht von 13.000 kg.
- Der 1972 vorgestellte zweite Prototyp war auf einem Magirus-Deutz M170D15AK, dem sogenannten „kantigen Eckhauber“, aufgebaut. Der luftgekühlte Motor leistete 176 PS und war damit geringfügig stärker als der des MAN. Das zulässige Gesamtgewicht war mit 15.200 kg etwas höher ausgelegt, was eine Nutzlast von 5.200 kg zur Folge hatte. Das Fahrzeug war (bei identischer Länge des Aufbaus) mit 6,78 m Gesamtlänge über einen Meter kürzer als die MAN-Variante mit 7,94 m, aber mit 3,7 m auch 20 cm höher als der MAN mit 3,5 m.

Letztlich beschafft wurde eine Konfiguration mit einem Fahrgestell von MAN und einem Aufbau durch die Odenwaldwerke OWR (seit 2009: OWR GmbH). Diese Fahrzeuge wurden von 1974 bis 1980 in elf Beschaffungsanträgen beschrieben. Insgesamt wurden 229 Exemplare bestellt und an entsprechende Einsatzorganisationen im gesamten Bundesgebiet ausgeliefert.
Seit etwa Mitte der 1990er Jahre werden die damals beschafften DMF bei den Feuerwehren wieder ausgemustert und z. T. durch Dekontaminationsfahrzeuge neueren technischen Stands ersetzt. Es handelt sich dennoch nach wie vor um weit verbreitete Fahrzeugtypen, die insbesondere noch häufig bei Feuerwehren mittelgroßer Städte anzutreffen sind.

## Detaillierte Beladeliste
| Teil                                  | Anzahl |
| ------------------------------------- | ------ |
| An-/Auskleidezelt                     | 2      |
| Duschzelt                             | 1      |
| Wasserdurchlauferhitzer               | 1      |
| Tragkraftspritze 2/5                  | 1      |
| Tragkraftspritze 0,5/5                | 1      |
| Elektro-Kreiselpumpe EP 2/4, 380 Volt | 1      |
| Stromerzeuger-Aggregat 5 kVA          | 1      |